# Sagotylus confluens
Sagotylus confluens är en insektsart som först beskrevs av Thomas Say 1832.  Sagotylus confluens ingår i släktet Sagotylus och familjen bredkantskinnbaggar. Inga underarter finns listade i Catalogue of Life.